# Impellitteri (Band)
Impellitteri ist eine 1987 gegründete US-amerikanische Heavy-Metal-Band. Der Name leitet sich vom Gründer und Gitarristen der Gruppe Chris Impellitteri ab. Er ist auch das einzige konstante Mitglied der Gruppe. Die Band ist insbesondere in Japan bekannt und erfolgreich, während sie in Europa kaum bekannt ist.

## Geschichte
Chris Impellitteri gründete die nach ihm benannte Gruppe 1987, nachdem er zuvor ein Demo mit Instrumentalstücken herausgebracht hatte. Der jungen Gruppe schloss sich Rob Rock an, der 1987 an einer EP mitwirkte, aber schon beim Debütalbum Stand in Line durch Graham Bonnet ersetzt wurde. Rob Rock wurde mit den Jahren zu einem der am meisten für Sessions genutzte Sänger und arbeitete unter anderem mit Avantasia und Axel Rudi Pell zusammen. Schon zu dieser Zeit kristallisierte sich heraus, dass Impellitteri vor allem die Gruppe des Gitarristen ist und ähnlich wie bei Yngwie Malmsteen, Axel Rudi Pell oder Rainbow das restliche Line-up austauschbar ist. So kam es immer wieder zu Besetzungswechseln, ein konstantes Line-up blieb nie mehr als ein Album zusammen.
1992 stieß Rob Rock wieder zu Impellitteri und blieb bis zum Album Crunch (2000) Sänger der Gruppe. Nach einem kurzen Intermezzo mit Graham Bonnet (System X) und Curtis Skelton (2002–2008), kehrte Rock 2009 für das aktuelle Album Wicked Maiden zurück.
Die Gruppe veröffentlichte insgesamt neun Studioalben, drei EPs und mehrere Livealben. Dem Line-up gehörten über die Jahre bekannte Musiker wie die Bassisten Chuck Wright (unter anderem Quiet Riot und Blackthorne) und Dave Spitz (unter anderem bei Black Sabbath), die Schlagzeuger Stet Howland (unter anderem W.A.S.P.) und Ken Mary (unter anderem Alice Cooper, Accept und Chastain) und der Keyboarder Claude Schnell (Dio) an.

## Stil
Ähnlich wie bei den meisten Sologitarristen wie Malmsteen, Pell und Blackmore bediente sich Chris Impellitteri des Hard-Rock- und Power-Metal-Stils, vorrangig um seine zahlreichen Gitarrensoli vorzuführen. Erst im Laufe der Zeit änderte sich der Ansatz der Band Impellitteri, die in Japan recht bekannt wurde. Die Alben von 2000 bis heute fallen stark experimentell aus, mit modernen Elementen bis zu einer härteren Version.

## Diskografie
Alben
- 1988: Stand in Line
- 1992: Grin and Bear It
- 1994: Answer to the Master
- 1996: Screaming Symphony
- 1997: Eye of the Hurricane
- 2000: Crunch
- 2002: System X
- 2004: Pedal to the Metal
- 2009: Wicked Maiden
- 2015: Venom
- 2018: The Nature of the Beast
- 2024: War Machine

EPs
- 1987: Impellitteri
- 1993: Victim of the System
- 1997: Fuel for the Fire